# MBV
MBV (stylizowany jako "m b v") – trzeci album studyjny grupy My Bloody Valentine, wydany 2 lutego 2013 roku przez Pickpocket Records. Wyprodukowany przez Kevina Shieldsa album jest pierwszym pełnej długości materiałem, który grupa nagrała od czasów swojej ostatniej płyty Loveless (1991).